# Luis Bernardo Martínez
Luis Bernardo Martínez López (ur. 31 stycznia 1967 w Mieres)) – hiszpański zapaśnik walczący w stylu klasycznym. Olimpijczyk z Barcelony 1992, gdzie zajął jedenaste miejsce w wadze piórkowej. 
Zajął piętnaste miejsce na mistrzostwach świata w 1991. Dziesiąty na mistrzostwach Europy w 1991. Siódmy na igrzyskach śródziemnomorskich w 1991 i óśmy w 1993 roku.

## Letnie Igrzyska Olimpijskie 1992
| Konkurencja          | Rundy eliminacyjne    | Rundy eliminacyjne                  | Rundy eliminacyjne | Rundy eliminacyjne      | Klas. końcowa |
| Konkurencja          | Przeciwnik I          | Przeciwnik II                       | Przeciwnik III     | Przeciwnik IV           | Miejsce       |
| -------------------- | --------------------- | ----------------------------------- | ------------------ | ----------------------- | ------------- |
| 62 kg styl klasyczny | Heo Byeong-ho (KOR) R | Ahmad Kamil Muhammad Husajn (EGY) Z | Jenő Bódi (HUN) P  | Kostas Arkudeas (GRE) P | 11.           |